# Sebestyén Jenő (színművész)
Sebestyén Jenő, született Stern Jenő (Kurd, 1881. november 26. – Budapest, 1949. április 30.) színész. Sebestyén Dezső, Mihály és Géza testvére.

## Életútja
Stern Zsigmond és Wirth Gizella fia. Színész lett 1902. szeptember havában. 1906–08-ban Kecskeméten játszott, 1908–09-ben Mariházy Miklósnál szerepelt, 1910–11-ben pedig Miskolcon lépett színpadra. 1911 őszén Patek Béla társulatának tagja volt Győrött, mint táncos komikus. 1913. február havában Szegedre szerződött, azután ugyanazon év őszén Kolozsvárra ment. 1914–15-ben Pécsett láthatta a közönség, 1917. szeptember havában a Budai Színkör tagja volt. 1917–18-ban a Városi Színházban, 1921–22-ben Aradon, 1924–25-ben Szendrey Mihály erdélyi társulatában lépett színpadra. 1927-től 1930-ig a Városi Színház művésze volt, majd 1930 és 1935 között a Fővárosi Operettszínház foglalkoztatta. 1935 után nem rendelkezett állandó szerződéssel, de játszott a Városi Színházban illetve a Budai Színkörben. Zsidó származása míatt a második zsidótörvény és a harmadik zsidótörvény alapján 1940 és 1944 között csak az OMIKE Művészakció előadásain léphetett fel, zsidó közönség részére. 1945-től 1948-ig a Fővárosi Operettszínházban játszott. Halálát szívgyengeség, szívizom-elfajulás okozta.

## Magánélete
1903. április 23-án Budapesten, az Erzsébetvárosban házasságot kötött Wertheimer Frida színésznővel. 1921-ben elvált feleségétől. Második felesége Wannai Erzsébet volt.

## Fontosabb szerepei
- dr. Morfin Tádé, vallásalapító (Rényi A.: Vandergold kisasszony)
- Főportás (Komjáti K.: Bécsi tavasz)
- Vági patikus (Lajtai L.: Okos mama)